# Рунку (Бузау)
Рунку (рум. Runcu) насеље је у Румунији у округу Бузау у општини Парсков. Oпштина се налази на надморској висини од 275 m.

## Становништво
Према подацима из 2002. године у насељу је живело 173 становника, од којих су сви румунске националности.